# Al LeConey
Al LeConey (eigentlich: Jeremiah Alfred LeConey; * 3. November 1901 in Moorestown, New Jersey; † 11. November 1959 in Plainfield, New Jersey) war ein US-amerikanischer Sprinter und Olympiasieger.
LeConey gewann 1922 die AAU-Meisterschaften über 220 Yards und als Student des Lafayette College die IC4A-Meisterschaften über 100 und 220 Yards, ebenso über 200 Meter bei den US-Leichtathletik-Meisterschaften. Bei den Olympischen Spielen 1924 in Paris gewann er die Goldmedaille in der 4-mal-100-Meter-Staffel mit der Weltrekordzeit von 41,0 s, zusammen mit seinen Mannschaftskollegen Loren Murchison, Louis Clarke und Frank Hussey, vor den Mannschaften aus Großbritannien (Silber) und den Niederlanden (Bronze).
Nach den Olympischen Spielen lief LeConey die 100 Yards in einer Zeit von 9,4 s. Diese wurde ihm allerdings aberkannt, da die Schiedsrichter zur Überzeugung gelangten, dass er bei diesem Lauf zu viel Rückenwind gehabt habe. 1932 brachte die US-Post ihm zu Ehren eine Briefmarke mit seinem Bildnis heraus.